# 端母
端母（白一平轉寫：t-）是中古漢語的一個聲母，屬舌音中的舌頭音，即端組，全清聲母。該聲母在韻圖中幾乎全部列在一、四等，與列在二、三等的知母互補。

## 擬音
由於在大多數漢語方言、域外方音和對音中，端母的大多數字對應舌尖不送氣清塞音[t]，因此音韻學界一致同意將端母擬爲[t]。
| 聲母 | 高本漢 | 李方桂 | 陸志韋 | 王力 | 周法高 | 李榮 | 邵榮芬 | 蒲立本 | 董同龢 | 鄭張尚芳 | 潘悟雲 | 《廣韻》字數 |
| ---- | ------ | ------ | ------ | ---- | ------ | ---- | ------ | ------ | ------ | -------- | ------ | ------------ |
| 端   | t      | t      | t      | t    | t      | t    | t      | t      | t      | t        | t      | 614          |

## 例字
| 等   | 例字                             |
| ---- | -------------------------------- |
| 一等 | 多 ta、等 tongX、戴 tojH、德 tok |
| 二等 | 打 taengX                        |
| 三等 |                                  |
| 四等 | 低 tej、典 tenX、弔 tewH、的 tek |

## 現代方言、語言中的讀音
在北京音系中，端母字聲母保持爲d [t]。多數漢語方言情況同北京音系。特殊的有“鳥”（tewX）字，出於避諱考慮，與專指男性生殖器官的“屌”音區分，在多數方言中的聲母變成了泥母 (n)。
在朝鲜语中，端母一等字聲母保持爲塞音，多數爲不送氣的ㄷ [t]，如“多”（ta，다），少數送氣成爲ㅌ [tʰ]，如“鬭”（tuwH，투）。端組四等字聲母塞擦化，成爲ㅈ [ts]，如“點”（temX，점）。
在日語吳音和漢音中，端母均爲た行（/t/或者/tɕ/）。
在越南語中端母字濁化成爲đ [ɗ]，但端母字爲陰調，仍與陽調的定母相區別。越南語的t [t]由精、心、從、邪等聲母塞化而來，與端母無關。